# Forsthaus Hubertus

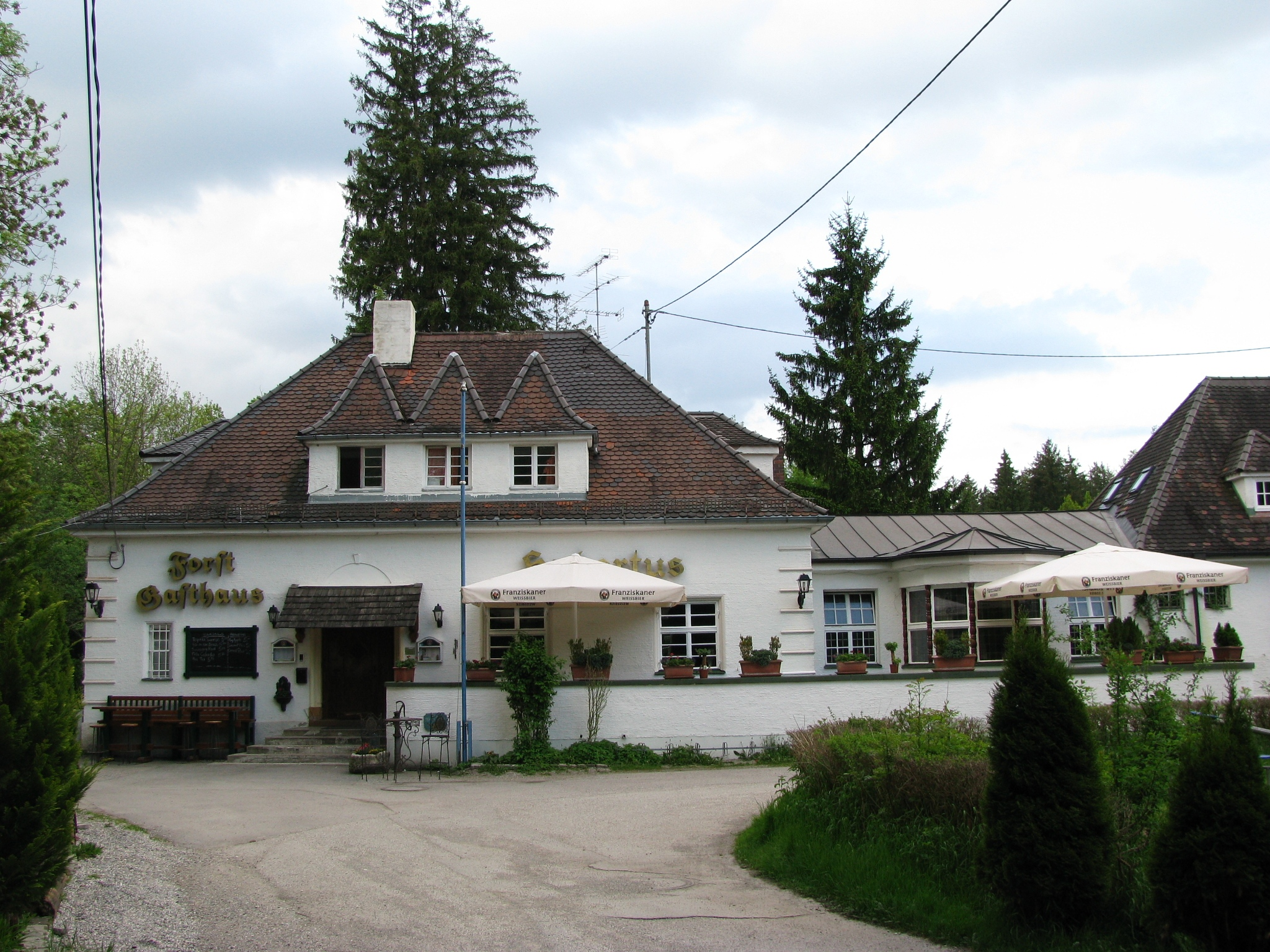
Forsthaus Hubertus, Ansicht von Westen

Ansicht von Norden

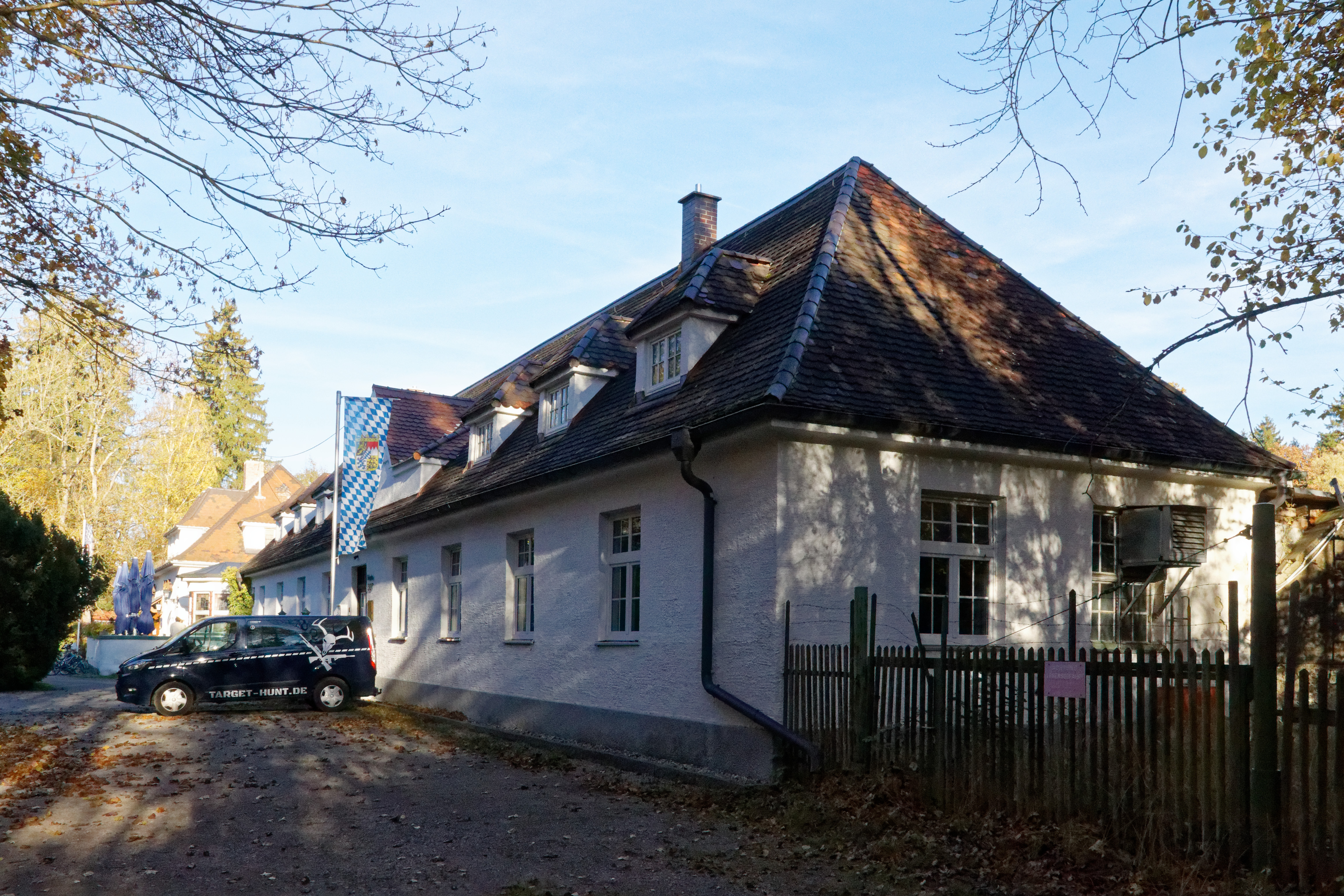
Angrenzende Schießstätte

Das Forsthaus Hubertus ist ein ehemaliges Forsthaus in München. Das Gebäude ist als Baudenkmal in die Bayerische Denkmalliste eingetragen.

## Lage
Das Forsthaus liegt im Süden des Stadtbezirks 19 Thalkirchen-Obersendling-Forstenried-Fürstenried-Solln im Stadtteil Forstenried etwa 250 Meter östlich des Stadtviertels Unterdill als Exklave im Forstenrieder Park. Postadresse ist Forstenrieder Allee 327, auch wenn das Forsthaus etwa 350 Meter von dieser Straße entfernt liegt. Baulich schließt sich direkt an das ehemalige Forsthaus die Schießstätte Unterdill des Vereins Hubertus an, die jedoch nicht mit vom Denkmalschutz umfasst ist.

## Geschichte
Unterdill war Sitz des Forstaufsehers über den nördlichen Teil des Forstenrieder Parks. 1834 wurde hier das Försterhaus „Jäger am Thüll“ errichtet.
Das noch bestehende Gebäude entstand um 1925. In den 1950er Jahren wurde südlich an das Forsthaus ein langgestreckter Trakt für die Schießstätte angebaut.

## Beschreibung
Das eingeschossige Gebäude ist in einem historisierenden Stil errichtet. Es hat einen L-förmigen Grundriss und trägt ein Walmdach. An einen etwa 15 × 10 Meter großen Hauptbau schließt sich auf der Rückseite (im Osten) ein etwa 12 × 10 Meter großer Saalanbau an.
Ein etwa 4 Meter breiter Verbindungstrakt verbindet das ehemalige Forsthaus mit der daneben liegenden Schießstätte. Diese ist ein etwa 38 Meter langes und 8 Meter breites eingeschossiges Gebäude und trägt ebenfalls ein Walmdach.
Im Erdgeschoss des ehemaligen Forsthauses und dem Verbindungstrakt ist eine Gaststätte untergebracht.